# Coming from the Sky
Coming from the Sky es el primer álbum de la banda francesa de power metal Heavenly. Fue grabado el 25 de julio de 2000 por Noise Records.

## Músicos
- Benjamin Sotto - Vocalista
- Maxence Pilo - Baterista
- Frédéric Leclercq - Guitarrista
- Pierre-Emmanuel Pelisson - Bajista
- Charley Corbiaux - Guitarrista

## Lista de canciones
1. «Coming from the Sky» - 1:39
2. «Carry Your Heart» - 4:17
3. «Riding through Hell» - 6:19
4. «Time Machine» - 7:04
5. «Number One» - 7:11
6. «Our Only Chance» - 6:59
7. «Fairytale» - 0:30
8. «My Turn Will Come» - 6:39
9. «Until I Die» - 6:09
10. «Million Ways» - 5:06
11. «Defender» (bonus) - 5:03
12. «Promised Land» (bonus) - 3:45

- Datos: Q1747489